# Emobc

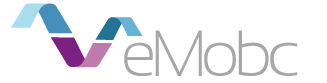
Framework.

Emobc es un Framework opensource para generar aplicaciones nativas en iOS y Android, Webapps y Web-mobile de forma rápida y sencilla utilizando XML. eMobc Framework ha sido desarrollado por Neurowork Consulting SL y fue presentado en noviembre de 2012. eMobc soporta actualmente las siguientes plataformas iOS, Android, y HML5. En el futuro se pretende agregar otras plataformas como Blackberry o Windows Phone.
Todo el framework está publicado bajo licencia Affero GPLv3. Los desarrolladores también pueden donar su código e integrarlo con el framework eMobc.
Además eMobc es el primer framework con bolsa de trabajo donde los desarrolladores pueden registrarse y colaborar en proyectos de clientes.

## Características
El framework incluye soporte para 19 tipos de pantallas, con texto, formularios, mapas, calendarios y mucho más, para la construcción de aplicaciones. Varios temas y estilos también son compatibles por lo que la apariencia de cada pantalla se puede personalizar. La navegación de eMobc puede ser configurada con la parte superior, inferior, y los menús de la barra lateral. El framework también permite la rotación de pantalla, texto hablado, y la inclusión de redes sociales.
Además, soporta varios formatos para teléfonos inteligentes y tabletas. Los componentes desarrollados con el framework pueden hacerse en el idioma deseado. eMobc ofrece numerosas posibilidades de pantalla, incluidas las pantallas de inicio, una cubierta para la aplicación con botones, galerías de fotos, visualización de PDF, listas, videos y mapas de geolocalización. Los usuarios también pueden añadir búsqueda, forma, imagen y texto, zoom, preguntas, respuestas y funciones de canvas.

## eMobc Cloud
Del framework eMobc nace eMobc Cloud, plataforma para la creación de web móvil y landing pages en tan solo tres minutos. Este proyecto está actualmente en desarrollo y será lanzado en los próximos meses.

## Links de interés
Web de eMobc (http://emobc.com/)
Descarga de eMobc (http://emobc.com/index.php#descarga)
Casos de éxito (http://emobc.com/index.php#casos)
- Datos: Q5373651